# Jenny De la Torre Castro
Jenny De la Torre Castro (* 1. Februar 1954 in Nazca, Peru; † 10. Juni 2025 in Berlin) war eine peruanisch-deutsche Ärztin und Gründerin der Jenny De la Torre-Stiftung. Die Stiftung wurde vor allem als ärztliche Anlaufstelle für Obdachlose in Berlin-Mitte bekannt.

## Beruflicher Werdegang
Jenny De la Torre Castro wuchs in Puquio (Ayacucho) in den peruanischen Anden auf. Sie war sieben Jahre alt, als ihre Mutter schwer erkrankte. Der einzige verfügbare Arzt wurde mitten in der Behandlung zu einem weiteren Notfall gerufen. Aufgrund des Ärztemangels nahm sie sich vor, später selbst einmal Ärztin zu werden. Bereits in ihrer Jugend hatte sie in Peru erste Erfahrungen mit Armut und Krankheiten gemacht, was ihr Verständnis für die späteren Herausforderungen in ihrer Arbeit prägte.
1973 begann sie ihr Medizinstudium in Peru. Im Jahr 1976 erhielt sie ein Stipendium in der DDR. Bevor sie ihr Studium beginnen konnte, lernte sie am Herder-Institut in Leipzig Deutsch. Anschließend begann sie 1977 ihr Studium an der Universität Leipzig und schloss es 1982 ab. Von 1983 bis 1990 folgte die fachärztliche Ausbildung zur Kinderchirurgin an der Berliner Charité. Nach dem Studium kehrte sie das erste Mal nach Peru zurück, um dort zu arbeiten. Sie bekam dort jedoch keine Genehmigung, da ihr bisheriger Abschluss nicht anerkannt wurde. Nach ihrer Rückkehr nach Deutschland machte sie 1990 an der Berliner Charité ihren Facharzt als Kinderchirurgin und promovierte an der Akademie für Ärztliche Fortbildung der DDR mit Daten aus dem Klinikum Berlin-Buch. Danach kehrte sie erneut nach Peru zurück, doch bürokratische Hindernisse standen einer Anerkennung ihrer Abschlüsse entgegen, weshalb sie wiederum nach Europa zurückkehrte.
Ab 1991 arbeitete sie in verschiedenen Krankenhäusern im deutschsprachigen Raum. Seit 1998 war sie Gastdozentin an der Charité. Als ihre Stelle überraschend von 40 auf 25 Stunden pro Woche verringert wurde, kündigte sie aus Protest, da sie unter diesen Bedingungen keine adäquate Betreuung mehr gewährleisten konnte.

## Persönliches
De la Torre Castro starb am 10. Juni 2025 im Alter von 71 Jahren nach langer Krankheit in Berlin.

## Soziales Engagement
Während ihrer ersten Jahre als Ärztin beriet De la Torre 1992/93 ein Projekt für Schwangere und Mütter, welche in Not geraten waren. Ab 1994 begann sie, bei einem Tochterunternehmen der Berliner Ärztekammer obdachlose Menschen am Berliner Ostbahnhof zu behandeln. Anfangs arbeitete sie dort in einem fensterlosen Kellerraum von nur zwölf Quadratmetern, ohne Telefon, Medikamente oder Verbandsmaterial. Mit der Zeit wurde sie für die obdachlosen Patienten zu „ihrer Frau Doktor“. Jenny De la Torre reiste umher, hielt Vorträge und machte bei Reden und in Interviews auf das Problem der Obdachlosigkeit aufmerksam. Ehrenamtliche Helfer unterschiedlichster Fachrichtungen unterstützten das Projekt zunehmend. Besonders wichtig ist bis heute die Unterstützung unterschiedlicher Fachärzte im Gesundheitszentrum für Obdachlose. Sie begegnete ihren Patienten stets respektvoll, trug in der Praxis stets einen weißen Kittel und siezte sie bewusst, um ihnen Würde und Wertschätzung entgegenzubringen. Die enormen Herausforderungen dieser ersten Jahre belasteten sie stark, sodass sie zeitweise unter Albträumen litt.
Für ihr soziales Engagement wurde sie mehrfach geehrt und wurde 2002 Botschafterin beim Verbundnetz der Wärme, einer Initiative zur Unterstützung von ehrenamtlich Tätigen. Mit dem Preisgeld für die Verleihung der Goldenen Henne im gleichen Jahr konnte sie ihre neu gegründete Stiftung finanziell ausstatten und ihren Traum wahr werden lassen: ein Gesundheitszentrum für Obdachlose. 
Jenny De la Torre definierte Obdachlosigkeit als „soziale Krankheit“.

## Gründung der Stiftung
Im Jahr 2002 gründete sie mit dem Preisgeld aus der Verleihung der Auszeichnung Goldene Henne die Jenny De la Torre-Stiftung zur Gesundheitsversorgung von Obdachlosen. Sie war laut den Statuten der Stiftung Stiftungsvorsitzende auf Lebenszeit. Das Berliner Bezirksamt unterstützte die Initiative, indem es der Stiftung mietfrei ein Gebäude zur Verfügung stellte, das später zum Gesundheitszentrum ausgebaut wurde. Die ehemalige Rektorenvilla einer im Zweiten Weltkrieg zerstörten Schule in Berlin-Mitte, die zuvor 10 Jahre leer stand, wurde dafür mit Sach- und Finanzspenden umgebaut. 
Die Eröffnung fand am 6. September 2006 statt. Das Zentrum bietet neben ärztlicher und zahnärztlicher Behandlung auch eine Kleiderkammer, eine Suppenküche, einen Sozialdienst sowie juristische und psychologische Beratung. Das Haus und die Gehälter der Angestellten werden ausschließlich aus Spenden finanziert.

## Publikationen
- Jenny De la Torre: Die juvenile und die aneurysmatische Knochenzyste im Kindesalter: Eine Analyse des Krankengutes der Kinderchirurgischen Klinik des Klinikum Berlin-Buch im Berichtszeitraum von 1968 - 1990. Berlin 1990 (Dissertation, Akademie für Ärztliche Fortbildung).
- Jenny De la Torre: Besonderheiten der Wundversorgung bei obdachlosen Menschen. In: Chirurgische Allgemeine. 12. Jahrgang, 2011, Heft 11/12, S. 667–670.

## Ehrungen und Auszeichnungen
- 1997: Bundesverdienstkreuz
- 1997: Ehrenbürgerwürde ihrer Heimatstadt Nazca
- 2002: Goldene Henne
- 2010: Verleihung der Ehrendoktorwürde durch die medizinische Fakultät der Humboldt-Universität zu Berlin
- 2011: CharityAward
- 2013: Louise-Schroeder-Medaille
- 2015: Deutscher Stifterpreis des Bundesverbandes Deutscher Stiftungen[8]
- 2015: Carola-Gold-Preis für gesundheitliche Chancengleichheit
- 2018: Zipfelpreis des Zipfelbundes